# 774
| [ Edytuj tabelę ]          |                                      |
| Król Asturii               | - 768 Aurelio 774 - 774 Silo 783     |
| Cesarz Bizancjum           | - 741 Konstantyn V Kopronim 775      |
| Chan Bułgarii              | - 768 Telerig 777                    |
| Cesarz Chin                | - 762 Tang Daizong 779               |
| Król Essexu                | - 758 Sigeric 798                    |
| Król Franków               | - 768 Karol Wielki 814               |
| Cesarz Japonii             | - 770 Kōnin 781                      |
| Kalif                      | - 754 Al-Mansur 775                  |
| Patriarcha Konstantynopola | - 766 Nicetas I 780                  |
| Król Longobardów           | - 757 Dezyderiusz 774                |
| Król Mercji                | - 757 Offa 796                       |
| Król Nortumbrii            | - 765 Alhred 774 - 774 Etelred I 779 |
| Papież                     | - 772 Hadrian I 795                  |
| Doża Wenecji               | - 764 Maurizio Galbaio 787           |
| Król Wessexu               | - 757 Cynewulf 786                   |

Rok 774 / DCCLXXIV
stulecia: VII wiek ~
VIII wiek ~
IX wiek

lata: 764 «
769 «
770 «
771 «
772 «
773 «
774
» 775
» 776
» 777
» 778
» 779
» 784

## Wydarzenia
- 4 czerwca – wojna Franków z Longobardami: Karol Wielki zdobył Pawię.

## Urodzili się
- Kūkai (jap. 空海), japoński mnich buddyjski (zm. 835)

## Zmarli
- Baotang Wuzhu (chiń. 保唐无住), chiński mistrz chan, założyciel krótkotrwałej szkoły baotang w Syczuanie (ur. 714)